# Turlupins
Os turlupins eram uma seita religiosa na França medieval, vagamente relacionada às Beguinas e aos Begardos e aos Irmãos do Livre Espírito. O nome turlupin é um epíteto burlesco; já que parecem ter se autodenoninados a "sociedade dos pobres" ou "comunhão da pobreza". A menção deles sobrevive apenas nos escritos de seus adversários, que os condenaram como hereges. Portanto, muito pouco se sabe sobre eles, mas, aparentemente, usavam poucas roupas como uma expressão de voto de pobreza, o que levou a acusações de nudismo e promiscuidade. Alguns historiadores acreditam que sua importância pode ter sido exagerada para acrescentar "cor local" para as disputas teológicas acadêmicas.
A seita era ativa principalmente na segunda metade do século XIV em torno de Paris, sendo uma das poucas seitas heréticas ativas em Paris naquela época. Em 1372, certo número foram presos, com um líder do sexo feminino, Jeanne Daubenton, queimada na fogueira por bruxaria e heresia. Uma seita semelhante pode ter sido ativa nos anos de 1460 em torno de Lille.